# 原始紐舌目
原始紐舌目（げんしちゅうぜつもく、Architaenioglossa）は、腹足類の分類群の一つ。主に地上と淡水に棲息する新生腹足類であり、えらと、多くの場合殻を持つカタツムリが含まれる。
この非公式群は1998年にM.G.ハラセウィッチ（M.G. Harasewych）らが発表した研究によると、多系統群であることが示されている。また、ワタゾコニナ上科と密接な関連性があるとされる。

## 分類
伝統的に中腹足類Mesogastropodaとされてきた分類群から新紐舌類Neotaenioglossaを除いたグループである。このグループは直腹足亜綱Orthogastropoda新生腹足上目Caenogastropodaに分類される原始紐舌目とされたが、単系統群ではないとも考えられていた。Bouchet et al. (2017) はCaenogastropodaを亜綱とし、Architaenioglossaをグレード（grade）に位置付けており、目階級として認めていない。福田 (2022) は原始紐舌類を正腹足亜綱新生腹足下綱に分類し、エンマノツノガイ目を含む複数の目で構成されるグレード（非公式群）としている。
原始紐舌類に所属する目・上科については福田 (2022) の「岡山県野生生物目録2019」（Ver1-3）に従う。上科の所属科についてはBouchet et al. (2017) に従う。和名は西脇・小池 (2001) および福田 (2022) に従う。†は絶滅科を示す。
- リンゴガイ目 Ampullariida
  - リンゴガイ上科 Ampullarioidea
    - リンゴガイ科 Ampullariidae
- ヤマタニシ目 Cyclophorida
  - ヤマタニシ上科 Cyclophoroidea
    - ヤマタニシ科 Cyclophoridae
    - 科 Aciculidae
    - 科 Craspedopomatidae
    - ゴマガイ科 Diplommatinidae
    - 科 Ferussinidae
    - 科 Maizaniidae
    - 科 Megalomastomatidae
    - 科 Neocyclotidae
    - アズキガイ科 Pupinidae
- タニシ目 Viviparida
  - タニシ上科 Viviparoidea
    - タニシ科 Viviparidae
    - 科 Pliopholygidae
- エンマノツノガイ目 Campanilida
  - エンマノツノガイ上科 Campaniloidea
    - エンマノツノガイ科 Campanilidae
    - 科 Ampullinidae
    - 科 Diozoptyxidae†
    - 科 Gyrodidae†
    - 科 Metacerithiidae†
    - チグサカニモリ科 Plesiotrochidae
    - 科 Settsassiidae†
    - 科 Trypanaxidae†
    - 科 Tylostomatidae†
    - 科 Vernediidae†